# Imunitatea statului
Imunitatea statului este o normă de drept ce decurge din egalitatea suverană a statelor, potrivit căreia un stat nu-și poate exercita autoritatea și jurisdicția asupra altui stat sau asupra bunurilor acestuia, aflate pe teritoriu străin, fără consimțământul statului respectiv.

## Elemente ale imunităților de stat
Imunitatea de stat din jurisdicția unui stat străin constă în mai multe elemente:
1. Imunitatea judiciară - lipsa de competență a statului în instanța unui stat străin.
2. Imunitate față de revendicările anterioare.
3. Imunitatea de la executarea unei hotărâri străine.
4. Imunitatea proprietății de stat este regimul juridic al inviolabilității proprietății de stat situate pe teritoriul unui stat străin.
5. Imunitatea de la aplicarea legii străine în legătură cu tranzacțiile care implică statul.

Aceste imunități acționează independent. De exemplu, dacă un stat acceptă examinarea cauzei sale în instanță (adică refuză imunitatea judecătorească), imunitățile de la executarea și executarea provizorie vor continua să funcționeze.

## Imunitatea de stat și relațiile civile
Conceptul de imunitate se referă la acțiunile statului ca subiect al relațiilor juridice internaționale. În lumea modernă, statul se comportă adesea ca entitate juridică (subiect al dreptului civil). Există diferite puncte de vedere asupra faptului dacă imunitatea statului se extinde la o astfel de relație.

### Teoria imunității absolute
Această teorie a fost dezvoltată în secolul al XIX-lea. și în prima jumătate a secolului al XX-lea. În conformitate cu aceasta, imunitatea statului se extinde și la tranzacțiile comerciale. Uniunea Sovietică și RPC au aderat la teoria imunității absolute.
Acest concept lasă statului dreptul suveran de a renunța la imunitate (inclusiv declararea renunțării la imunitate în contract).

### Teoria imunității funcționale (limitate)
Teoria imunității funcționale adoptată în Statele Unite și în majoritatea țărilor europene în a doua jumătate a secolului al XX-lea. Rusia recent începe de asemenea să renunțe la conceptul de imunitate absolută în favoarea acestei poziții. În același timp, se consideră că statul nu poate folosi imunitatea pentru protecția împotriva proceselor cauzate de neîndeplinirea de către stat a obligațiilor sale în baza contractelor comerciale .
Aceste criterii fac obiectul reglementării legislației naționale privind imunitatea statelor străine. Există, de asemenea, tratate internaționale care afectează aceste probleme. De exemplu, Convenția europeană privind imunitatea statelor , adoptată în 1972 (Rusia nu este parte la aceasta), precizează cazurile în care statul nu se poate referi la imunitate.
Cu toate acestea, o astfel de reglementare afectează parțial suveranitatea statelor străine, impunând autorităților naționale o decizie privind aplicabilitatea imunității într-un anumit caz.

## Convenția europeană privind imunitatea statului
Convenția europeană privind imunitatea statului a fost semnat la Basel la 16 mai 1972 și este în prezent în vigoare în 8 țări: Austria, Belgia, Germania, Luxemburg, Olanda (pentru Olanda Europeană), Elveția și Regatul Unit. Cinci dintre aceștia (Austria, Belgia, Țările de Jos, Luxemburg și Elveția) sunt de asemenea părți la protocolul său adițional, care stabilește Tribunalul European în materie de imunitate de stat.

## Convenția Națiunilor Unite privind imunitățile de juristicție ale Statelor și proprietățile acestora
Convenția Națiunilor Unite privind imunitățile de jurisdicție ale Statelor și proprietatea acestora a fost adoptată de Adunarea Generală pe 2 decembrie 2004, dar nu a intrat în vigoare.